# انتخابات ریاست‌جمهوری قرقیزستان (۲۰۰۵)
کشور قرقیزستان در تاریخ ۱۰ ژوئیه ۲۰۰۵) شاهد برگزاری انتخابات ریاست‌جمهوری بود. با این انتخابات دولت موقت «قربان‌بیک باقی‌یف» که پس از سقوط دولت «عسکر آقایف» توسط انقلاب رنگین در ۲۵ مارس ۲۰۰۵ تشکیل شده بود، پایان یافت.
پس از آن باقی‌یف توانست در انتخابات سراسری، ۸۹ درصد آرا را به دست آورد. وی در ۱۴ اوت ۲۰۰۵ در مجلس ملی این کشور سوگند ریاست‌جمهوری یاد کرد.